# Nobutoši Hikage
Nobutoši Hikage (* 9. července 1956) je bývalý japonský zápasník–judista a trenér reprezentace.

## Sportovní kariéra
Judu se začal aktivně věnovat během studií na univerzitě Kokušikan v Tokiu. Po skončení studií byl zaměstnán u policie ve městě Mijako. V japonské seniorské reprezentaci se objevoval od roku 1979. V roce 1980 přišel z politických důvodů o možnost startovat na olympijských hrách v Moskvě. V roce 1983 získal svůj první titul mistra světa, ale v roce 1984 neuspěl při japonské olympijské kvalifikaci a přišel o nominaci na olympijské hry v Los Angeles. Sportovní kariéru ukončil po zisku druhého titulu mistra světa v roce 1985. Věnoval se trenérské práci. Zaměřoval se na ženské judo, které vedl několik let jako reprezentační trenér. Podílel se na rozvoji juda v Tunisku.
Nobutoši Hikage byl levoruký judosta, jeho osobní technikou bylo o-soto-gari a tani-otoshi.

## Výsledky
| Turnaj            | 1981             | 1982             | 1983             | 1984             | 1985             |
| Turnaj            | 25               | 26               | 27               | 28               | 29               |
| Turnaj            | polostřední váha | polostřední váha | polostřední váha | polostřední váha | polostřední váha |
| ----------------- | ---------------- | ---------------- | ---------------- | ---------------- | ---------------- |
| Olympijské hry    |                  |                  |                  | —                |                  |
| Mistrovství světa | —                |                  | 1.               |                  | 1.               |
| Mistrovství Asie  | 1.               |                  |                  | 1.               |                  |